# Poučení Vladimíra Monomacha
Poučení (nebo Instrukce) Vladimíra Monomacha (orig. Поуче́ние Влади́мира Монома́ха) jsou literární památka, napsaná Velkoknížetem Vladimírem Monomachem v roce 1099 během jedné vojenské výpravy. Není to dílo zcela původní. Kníže čerpal inspiraci ve Sbírce Svjatoslavově a převzal mnohé od jiných. Monomach vypočítá celou řadu křesťanských ctností opačných hrubým mravům té doby: dávat almužnu chudým, nezabíjet ani spravedlivého, ani zlého člověka, být věrným daným slibům, ctít církevní hierarchii, varovat se nedbalosti, opilství a prostopášnosti, dobře využívat času, být statečný ve spravedlivé valce. V Poučení Vladimíra Monomacha se dokazovalo, že člověk musí doufat v Boha a nezávidět těm, kteří páchají bezpráví, neboť oni budou dříve nebo později protrestáni Bohem.